# 黃奎
黃奎，是《三国演义》中的虚构人物，字宗文。
董卓暗殺謀議参加者黄琬之子，黄琬在李傕之乱时被殺害，黃奎官至門下侍郎。曹操派黄奎为馬騰的行军参谋。黄奎向馬騰说曹操是反贼，建议在曹操点视官兵时，将他杀死。黄奎的妻弟苗泽和黄奎之妾李春香私通，发现黄奎回来恨气不收，李春香在黄奎醉酒时得知黄奎想杀曹操。苗泽于是向曹操告发黄奎。曹操得知黄奎、馬騰密計，杀死黄奎、馬騰一族。苗泽说：“不愿加赏，只求李春香为妻。”曹操笑着说：“你为了一妇人，害了你姐夫一家，留此不义之人何用！”将苗泽一同处死。